# Maushöhe
Maushöhe ist ein aus einer Hofschaft hervorgegangener Wohnplatz in der bergischen Großstadt Solingen. An der Maushöhe befindet sich die Dorper Kirche.

## Lage und Beschreibung
Der heute in der geschlossenen Bebauung aufgegangene Ort Maushöhe befindet sich im nördlichen Bereich des Solinger Stadtbezirks Burg/Höhscheid an der Grenze zu Solingen-Mitte. Der Ort liegt am Rande eines Höhenzugs des Solinger Höhenrückens, auf dem die Bundesstraße 229 verläuft, die Schützenstraße. In heutigen Straßennamen ausgedrückt liegt der Ort im Bereich Ritter- und Grünbaumstraße etwas südlich der Schützenstraße. Südlich der dort gelegenen Dorper Kirche befindet sich der evangelische Friedhof Grünbaumstraße. Das Gelände fällt von Maushöhe aus in südliche Richtung in das Bertramsmühler Bachtal ab.
Benachbarte Orte sind bzw. waren (von Nord nach West): III. und IV. Feld, Klönnenhöhe, Lindenbaum, Spielbruch, Dornsiepen, Hoppenböcken, Schlicken, Böckerhof, Kirberg und Kirschbaumshöhe.

## Etymologie
Die Ortsbezeichnung geht vermutlich auf den Familiennamen Maus zurück. Das Suffix -höhe kennzeichnet die Höhenlage des Ortes am Rande der Krahenhöhe.
Laut Brangs handelte es sich bei der namensgebenden Familie Maus um eine Messermacherfamilie, die sich die Höhe im 17. Jahrhundert als Wohnsitz wählte.

## Geschichte
Die Geschichte des Ortes lässt sich bis in das 15. Jahrhundert zurückverfolgen. Im Zehntverzeichnis der Abtei Altenberg von 1488 wird der Ort als Oevermans Hoe erstmals urkundlich erwähnt.:1 In dem Kartenwerk Topographia Ducatus Montani von Erich Philipp Ploennies, Blatt Amt Solingen, aus dem Jahre 1715 ist der Ort mit einer Hofstelle verzeichnet und als S. Höh benannt (= südliches Höhe im Gegensatz zum nördlich gelegenen Ort Kirschbaumshöhe). Der Ort wurde in den Registern der Honschaft Solingen geführt. Die Topographische Aufnahme der Rheinlande von 1824 verzeichnet den Ort als Maushöhe, ebenso wie die Preußische Uraufnahme von 1844. In der Topographischen Karte des Regierungsbezirks Düsseldorf von 1871 ist der Ort nicht verzeichnet.
Maushöhe gehörte nach Gründung der Mairien und späteren Bürgermeistereien zur Bürgermeisterei Dorp, die im Jahre 1856 das Stadtrecht erhielt. Die Bürgermeisterei beziehungsweise Stadt Dorp wurde nach Beschluss der Dorper Stadtverordneten zum 1. Januar 1889 mit der Stadt Solingen vereinigt. Damit wurde Maushöhe ein Ortsteil Solingens.
Durch den Ausbau der Chausseen zwischen Solingen und Müngsten 1823/24 sowie zwischen Solingen und Burg 1845/48 entstanden neue Dorper Fabriken und Wohnhäuser bevorzugt entlang oder im Umfeld dieser Ausfallstraßen.:2 Die Bebauung verdichtete sich in verkehrsgünstigen Lagen, entlang der heutigen Schützenstraße bereits in der Zeit der wirtschaftlichen Blüte nach der Reichsgründung 1871. Das ursprünglich auf freiem Feld gelegene Maushöhe, das etwas südlich der Schützenstraße lag, ging um die Wende zum 20. Jahrhundert in der geschlossenen Bebauung auf. Um die neu entstandenen Gebiete östlich der Krahenhöhe auch mit einem Kirchbau zu versorgen, wurde an der Maushöhe 1913/1914 die evangelische Dorper Kirche errichtet, die als eines der bedeutendsten Bauwerke des Jugendstils im Bergischen Land gilt.
Der Ortsname Maushöhe verschwand in der Nachkriegszeit vom Stadtplan, stattdessen setzten sich die amtlichen Straßennamen Ritter- und Grünbaumstraße als Ortsbezeichnung durch. Daher ist der Ortsname heute auch nicht mehr gebräuchlich.